# Distretto di Wanli
Il distretto di Wanli (湾里区S, Wānlǐ QūP) è un distretto della Cina, situato nella provincia di Jiangxi e amministrato dalla prefettura di Nanchang.